# Trường Trung học phổ thông chuyên Khoa học Xã hội và Nhân văn, Đại học Quốc gia Hà Nội
Trường Trung học phổ thông chuyên Khoa học Xã hội và Nhân văn (High School for Gifted Students in Social Sciences and Humanities) là một trường học trực thuộc Trường Đại học Khoa học Xã hội và Nhân văn. Đây là trường THPT thứ 4 thuộc Đại học Quốc gia Hà Nội.

## Lịch sử
Trường Trung học phổ thông chuyên Khoa học Xã hội và Nhân văn được thành lập vào năm 2019, năm học đầu tiên dự kiến sẽ bắt đầu từ mùa thu năm 2020 với các lớp chuyên ngữ văn, lịch sử và địa lý. Ngoài ra trường còn có thêm lớp Chất lượng Cao để tạo điều kiện những em không may không vào được các lớp Chuyên mà mình đăng kí nhưng điểm thi đầu vào ba môn Toán, Văn, Anh cao.

## Các khối lớp
- Khối chuyên Ngữ Văn
- Khối chuyên Lịch Sử
- Khối chuyên Địa Lý
- Khối lớp Chất lượng cao

## Thế hệ lãnh đạo

### Hiệu trưởng
Năm 2019, Trường đại học Khoa học Xã hội và Nhân văn (ĐHQGHN) quyết định bổ nhiệm  PGS.TS Nguyễn Quang Liệu làm Hiệu trưởng và TS. Diêu Thị Lan Phương làm phó Hiệu trưởng Trường THPT chuyên Khoa học Xã hội và Nhân văn.